# NGC 676
NGC 676 je čočková galaxie  a Seyfertova galaxie typu II v souhvězdí Ryb. Její zdánlivá jasnost je 11,9m a úhlová velikost 4,0′ × 1,0′. Je vzdálená 70 milionů světelných let, průměr má 80 000 světelných let. Galaxii objevil 30. září 1786 William Herschel.